# محله العامل
محله العامل (به عربی: حي العامل) یکی از محله‌های شهر بغداد می‌باشد.در بخش غربی شهر معروف به كرخ واقع شده است. مشخصه آن مکان آن در مجاورت خیابان فرودگاه بغداد  و در نزدیکی منطقه بياع است

## منبع
- مشارکت‌کنندگان ویکی‌پدیا. «Hayy Al-A'amel». در دانشنامهٔ ویکی‌پدیای انگلیسی، بازبینی‌شده در ۱۶ فروردین ۱۳۹۰.